# Liste des monuments historiques du 11e arrondissement de Paris

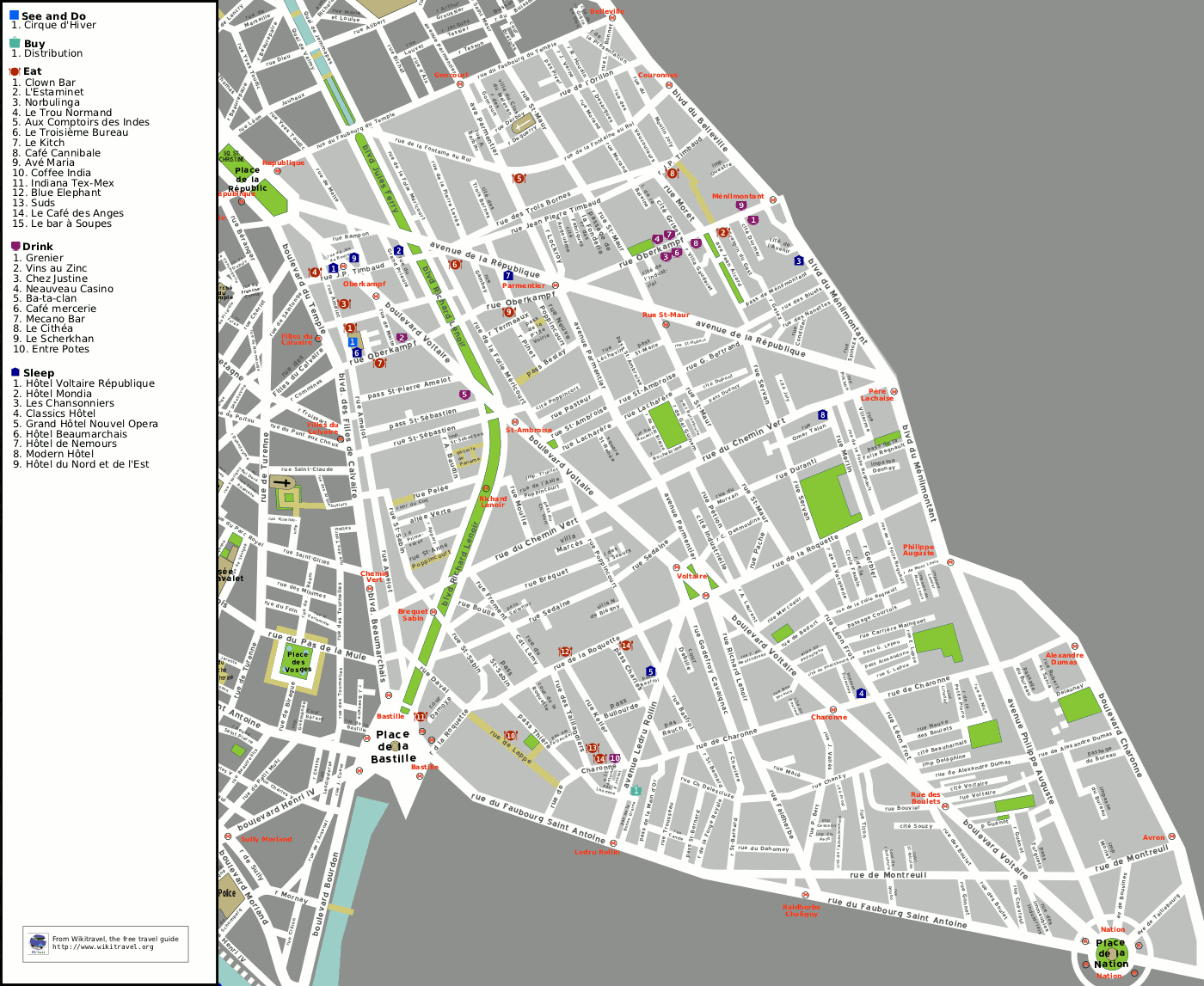
Plan du 11e arrondissement de Paris.

Cet article recense les monuments historiques du 11e arrondissement de Paris, en France.

## Liste
| Monument                                      | Adresse | Coordonnées                      | Notice         | Protection | Date | Illustration                                  |
| --------------------------------------------- | --- | -------------------------------- | -------------- | ---------- | ---- | --------------------------------------------- |
| Barrière du Trône                             | place de la Nation | 48° 50′ 53″ nord, 2° 23′ 55″ est | « PA00086524 » | Classé     | 1907 | Barrière du Trône                             |
| Boulangerie                                   | 45 rue Popincourt | 48° 51′ 34″ nord, 2° 22′ 33″ est | « PA00086526 » | Inscrit    | 1984 | Boulangerie                                   |
| Boulangerie                                   | 153 rue de la Roquette 41 rue de la Folie-Regnault                                                                                   | 48° 51′ 34″ nord, 2° 23′ 12″ est | « PA00086527 » | Inscrit    | 1984 | Boulangerie                                   |
| Boulangerie-pâtisserie Beaumarchais           | 28 boulevard Beaumarchais | 48° 51′ 22″ nord, 2° 22′ 08″ est | « PA00086525 » | Classé     | 1984 | Boulangerie-pâtisserie Beaumarchais           |
| Café-Bar                                      | 116 avenue Ledru-Rollin | 48° 51′ 11″ nord, 2° 22′ 38″ est | « PA00086528 » | Inscrit    | 1984 | Café-Bar                                      |
| Café-concert Bataclan                         | 50, 52 boulevard Voltaire | 48° 51′ 47″ nord, 2° 22′ 15″ est | « PA00086554 » | Inscrit    | 1991 | Café-concert Bataclan                         |
| Canal Saint-Martin                            | | 48° 52′ 08″ nord, 2° 22′ 02″ est | « PA00125441 » | Inscrit    | 1993 | Canal Saint-Martin                            |
| Charcuterie                                   | 75 rue Amelot | 48° 51′ 34″ nord, 2° 22′ 05″ est | « PA00086529 » | Inscrit    | 1984 | Charcuterie                                   |
| Cirque d'Hiver                                | 110 rue Amelot | 48° 51′ 48″ nord, 2° 22′ 03″ est | « PA00086530 » | Inscrit    | 1975 | Cirque d'Hiver                                |
| Clown-Bar                                     | 114 rue Amelot | 48° 51′ 49″ nord, 2° 22′ 01″ est | « PA00086531 » | Classé     | 1995 | Clown-Bar                                     |
| Cour de l'Étoile-d'Or                         | 75 rue du Faubourg-Saint-Antoine | 48° 51′ 08″ nord, 2° 22′ 29″ est | « PA00086541 » | Inscrit    | 1928 | Cour de l'Étoile-d'Or                         |
| Cour de l'Industrie                           | 37bis rue de Montreuil | 48° 51′ 03″ nord, 2° 23′ 14″ est | « PA00086556 » | Inscrit    | 1992 | Cour de l'Industrie                           |
| Couvent des Bénédictines du Bon-Secours       | 99, 101 rue de Charonne Impasse Bon-Secours                                                                                          | 48° 51′ 17″ nord, 2° 23′ 02″ est | « PA00086532 » | Inscrit    | 1973 | Couvent des Bénédictines du Bon-Secours       |
| Couvent de la Madeleine de Traisnel           | 100 rue de Charonne | 48° 51′ 15″ nord, 2° 23′ 03″ est | « PA00086555 » | Inscrit    | 1990 | Couvent de la Madeleine de Traisnel           |
| Édicule Guimard de la station Alexandre Dumas | Boulevard de Charonne | 48° 51′ 22″ nord, 2° 23′ 42″ est | « PA00086784 » | Inscrit    | 2016 | Édicule Guimard de la station Alexandre Dumas |
| Édicule Guimard de la station Avron           | Boulevard de Charonne | 48° 51′ 07″ nord, 2° 23′ 52″ est | « PA00086785 » | Inscrit    | 2016 | Édicule Guimard de la station Avron           |
| Édicule Guimard de la station Bastille        | Rue de Lyon | 48° 51′ 11″ nord, 2° 22′ 09″ est | « PA00086576 » | Inscrit    | 2016 | Édicule Guimard de la station Bastille        |
| Édicule Guimard de la station Bréguet - Sabin | 23 boulevard Richard-Lenoir | 48° 51′ 24″ nord, 2° 22′ 14″ est | « PA00086545 » | Inscrit    | 2016 | Édicule Guimard de la station Bréguet - Sabin |
| Édicule Guimard de la station Couronnes       | Boulevard de Belleville | 48° 52′ 09″ nord, 2° 22′ 49″ est | « PA00086546 » | Inscrit    | 2016 | Édicule Guimard de la station Couronnes       |
| Édicule Guimard de la station Ménilmontant    | Boulevard de Ménilmontant | 48° 52′ 00″ nord, 2° 23′ 00″ est | « PA00086547 » | Inscrit    | 2016 | Édicule Guimard de la station Ménilmontant    |
| Édicule Guimard de la station Parmentier      | 88bis avenue Parmentier | 48° 51′ 56″ nord, 2° 22′ 28″ est | « PA00086548 » | Inscrit    | 2016 | Édicule Guimard de la station Parmentier      |
| Édicules Guimard de la station Père Lachaise  | Boulevard de Ménilmontant | 48° 51′ 46″ nord, 2° 23′ 15″ est | « PA00086549 » | Inscrit    | 2016 | Édicules Guimard de la station Père Lachaise  |
| Édicule Guimard de la station Richard-Lenoir  | 65 boulevard Richard-Lenoir | 48° 51′ 52″ nord, 2° 22′ 43″ est | « PA00086551 » | Inscrit    | 2016 | Édicule Guimard de la station Richard-Lenoir  |
| Édicule Guimard de la station Rue Saint-Maur  | 74 avenue de la République | 48° 51′ 52″ nord, 2° 22′ 43″ est | « PA00086552 » | Inscrit    | 2016 | Édicule Guimard de la station Rue Saint-Maur  |
| Église du Bon-Secours                         | 20 rue Titon | 48° 51′ 07″ nord, 2° 23′ 11″ est | « PA00135715 » | Inscrit    | 1995 | Église du Bon-Secours                         |
| Église Saint-Ambroise                         | Boulevard Voltaire Rue Saint-Ambroise Rue Lacharrière                                                                                | 48° 51′ 40″ nord, 2° 22′ 32″ est | « PA00086533 » | Inscrit    | 1978 | Église Saint-Ambroise                         |
| Église Sainte-Marguerite                      | 36 rue Saint-Bernard | 48° 51′ 10″ nord, 2° 22′ 52″ est | « PA00086534 » | Classé     | 2017 | Église Sainte-Marguerite                      |
| Ensemble immobilier                           | 5 cité de la Roquette | 48° 51′ 18″ nord, 2° 22′ 26″ est | « PA00125442 » | Inscrit    | 1993 | Ensemble immobilier                           |
| Faïencerie Loebnitz                           | 4 rue de la Pierre-Levée | 48° 51′ 59″ nord, 2° 22′ 16″ est | « PA75110003 » | Inscrit    | 2002 | Faïencerie Loebnitz                           |
| Fontaine de Charonne                          | 61 rue du Faubourg-Saint-Antoine 1 rue de Charonne                                                                                   | 48° 51′ 07″ nord, 2° 22′ 25″ est | « PA00086558 » | Classé     | 1995 | Fontaine de Charonne                          |
| Fontaine de Montreuil                         | Rue du Faubourg-Saint-Antoine | 48° 51′ 01″ nord, 2° 22′ 59″ est | « PA00086535 » | Inscrit    | 1962 | Fontaine de Montreuil                         |
| Fontaine de la Roquette                       | 70 rue de la Roquette | 48° 51′ 20″ nord, 2° 22′ 29″ est | « PA00086559 » | Inscrit    | 1992 | Fontaine de la Roquette                       |
| Hôtel de Mortagne                             | 51, 53 rue de Charonne | 48° 51′ 13″ nord, 2° 22′ 42″ est | « PA00086536 » | Inscrit    | 1928 | Hôtel de Mortagne                             |
| Immeuble                                      | 136, 138 rue Amelot 7 rue Jean-Pierre-Timbaud                                                                                        | 48° 51′ 54″ nord, 2° 22′ 00″ est | « PA00086537 » | Inscrit    | 1984 | Immeuble                                      |
| Immeuble                                      | 14 place de la Bastille 2, 4 boulevard Richard-Lenoir                                                                                | 48° 51′ 14″ nord, 2° 22′ 11″ est | « PA00125443 » | Inscrit    | 1993 | Immeuble                                      |
| Immeuble                                      | 7 avenue de la République | 48° 52′ 00″ nord, 2° 22′ 04″ est | « PA00086538 » | Inscrit    | 1986 | Immeuble                                      |
| Immeuble                                      | 57 boulevard Richard-Lenoir | 48° 51′ 35″ nord, 2° 22′ 18″ est | « PA00086539 » | Inscrit    | 1984 | Immeuble                                      |
| Immeubles                                     | 31, 33, 35, 37, 39 rue du Faubourg-Saint-Antoine                                                                                     | 48° 51′ 09″ nord, 2° 22′ 19″ est | « PA00086540 » | Inscrit    | 1996 | Immeubles                                     |
| Immeubles                                     | 2 à 16, 1 à 17 rue des Immeubles-Industriels 76 rue de Montreuil 262 à 266 boulevard Voltaire 307, 309 rue du Faubourg-Saint-Antoine | 48° 50′ 59″ nord, 2° 23′ 34″ est | « PA00086557 » | Inscrit    | 1992 | Immeubles                                     |
| Maison                                        | 78 rue de Charonne 43 rue Saint-Bernard                                                                                              | 48° 51′ 13″ nord, 2° 22′ 49″ est | « PA75110001 » | Inscrit    | 1997 | Maison                                        |
| Maison                                        | 71 rue de la Roquette | 48° 51′ 24″ nord, 2° 22′ 37″ est | « PA00086542 » | Inscrit    | 1928 | Maison                                        |
| Maison                                        | 12 rue Saint-Bernard | 48° 51′ 05″ nord, 2° 22′ 54″ est | « PA00086543 » | Inscrit    | 1929 | Maison                                        |
| Maison des Métallos                           | 94 rue Jean-Pierre-Timbaud | 48° 52′ 04″ nord, 2° 22′ 40″ est | « PA75110002 » | Inscrit    | 2000 | Maison des Métallos                           |
| Monument à la République                      | Place de la République | 48° 52′ 03″ nord, 2° 21′ 50″ est | « PA75030005 » | Inscrit    | 2021 | Monument à la République                      |
| Palais de la Femme                            | 94 rue de Charonne | 48° 51′ 14″ nord, 2° 22′ 57″ est | « PA75110004 » | Inscrit    | 2003 | Palais de la Femme                            |
| Pension Belhomme                              | 161 rue de Charonne | 48° 51′ 25″ nord, 2° 23′ 21″ est | « PA00086544 » | Inscrit    | 1972 | Pension Belhomme                              |
| Restaurant Le Chardenoux                      | 1 rue Jules-Vallès | 48° 51′ 10″ nord, 2° 23′ 06″ est | « PA00086553 » | Inscrit    | 1984 | Restaurant Le Chardenoux                      |